# Roger Noiret
Roger Noiret (* 10. August 1895 in Prosnes im Département Marne, Frankreich; † 8. August 1976 in Remilly-les-Pothées im Département Ardennes, Frankreich; wirklicher Name: Charles Jean Roger Noiret) war ein französischer Offizier, zuletzt Armeegeneral, und Politiker.
Er war Leiter der französischen Delegation im Alliierten Kontrollrat in Berlin von 1946 bis 1948. Sein Vorgänger war General Louis Koeltz. Bis 1946 war er Kommandeur der französischen 10. Division in Koblenz. Von 1950 bis 1956 war Noiret Mitglied des Obersten Kriegsrates (französisch Conseil Supérieur de la Guerre) in Frankreich. Von 1958 bis 1967 war er Mitglied der französischen Nationalversammlung.